# John Hoppner
John Hoppner (Londra, 4 aprile 1758 – Londra, 23 gennaio 1810) è stato un pittore inglese, celebre ritrattista, influenzato principalmente da  Joshua Reynolds, ricordato soprattutto per l'uso di colori brillanti.

## Biografia

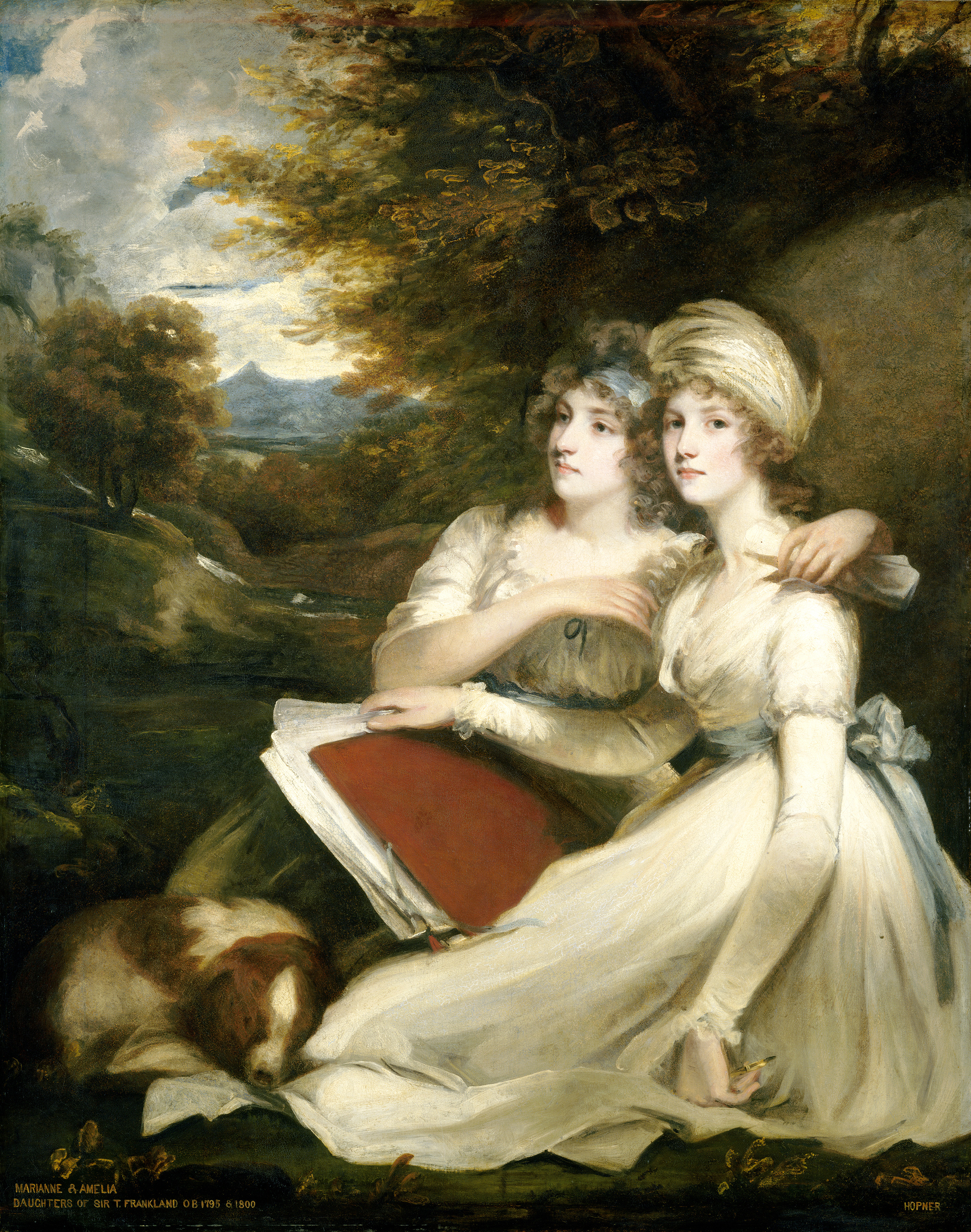
Ritratto delle sorelle Frankland, 1795

Nel 1775 era allievo della Royal Academy of Arts e la sua prima
esposizione risale al 1780.
Nei suoi primi ritratti, ad esempio nel Ritratto della principessa Mary del 1785 ora nel castello di Windsor, unisce felicemente lo stile di Joshua Reynolds e quello di George Romney. 
Nel 1789 fu nominato ritrattista ufficiale del principe di Galles, suo protettore; poi nel 1783 fu associato alla Royal Academy of Arts, diventandone membro effettivo nel 1795. Le sue opere successive denotano l'influenza di Lawrence, di cui fu rivale. Fu tra i ritrattisti più in vista del suo tempo, celebre per saper rendere l'eleganza mondana dei soggetti femminili e il fascino dei fanciulli. Non riuscì mai ad acquisire un suo stile personale, continuando a dipingere seguendo formule alla moda. 
I suoi ritratti sono conservati nei principali musei inglesi, come la National Gallery, Tate Gallery, Castello di Windsor, National Trust Collection di Petworth.

### Opere
- Ninfa addormentata, National Trust Collection di Petworth
- Lady Beauchamp, marchesa di Hertford, H.F. Huntington Collection, California
- Ladie Sarah e Catherine Bligh, Frick Collection, New York
- Mrs. Cholmondeley, 1791, Museo nazionale delle belle arti, L'Avana
- Harriet Arbuthnot, circa 1805, Fundación Lázaro Galdiano, Madrid